# Darcy Rose Byrnes

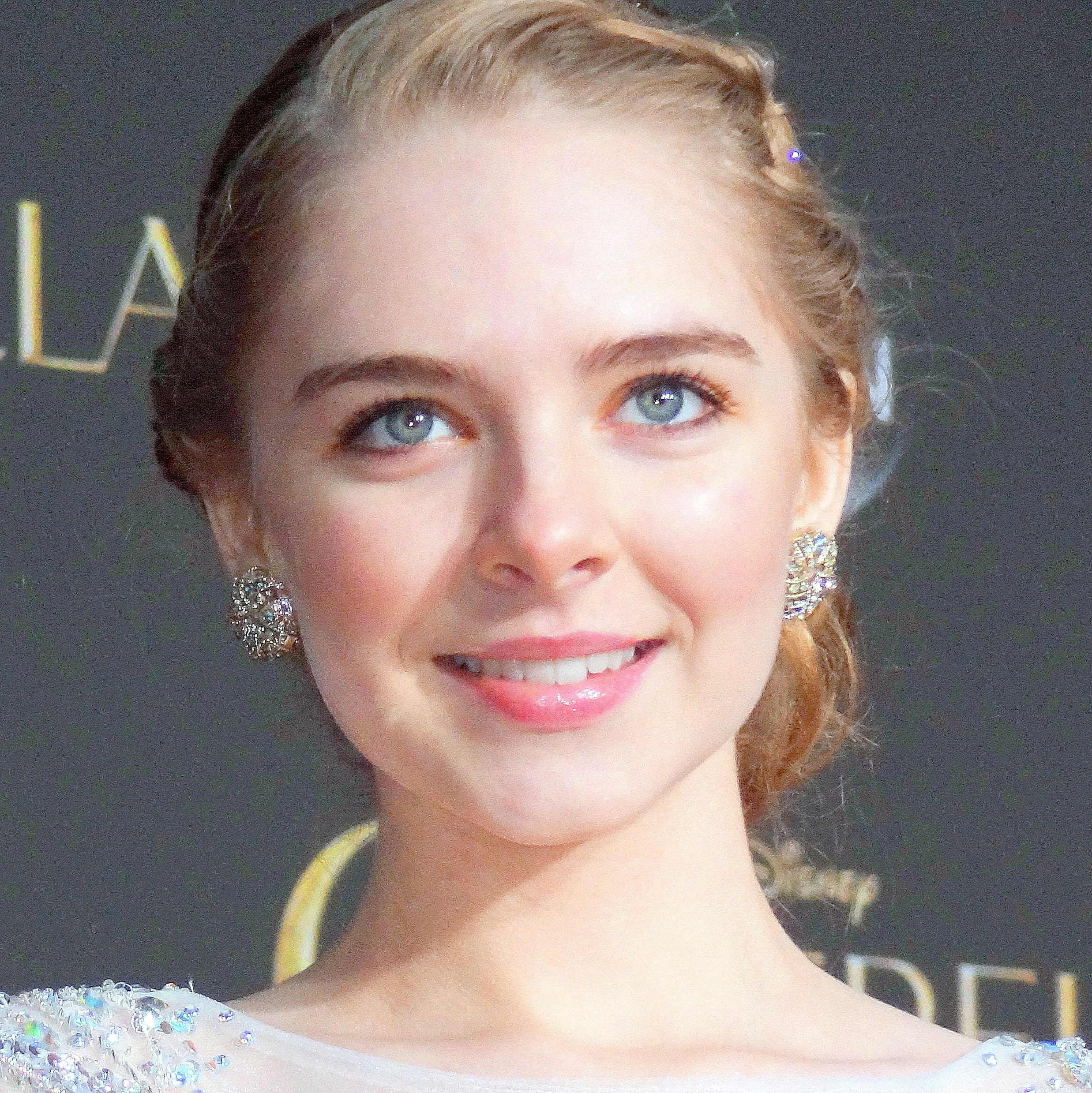
Darcy Rose Byrnes, 2015

Darcy Rose Byrnes (* 4. November 1998 in Burbank, Los Angeles, Kalifornien) ist eine US-amerikanische Schauspielerin. Sie ist am besten für ihre Rolle der Abby Carlton in der Seifenoper Schatten der Leidenschaft bekannt.

## Leben
Ihre erste Rolle bekam Byrnes im Jahr 2003 im Direct-to-Video-Film The Sparky Chronicles: The Map. Im selben Jahr bekam sie die wiederkehrende Rolle der Abby Carlton in der US-Seifenoper Schatten der Leidenschaft, die sie bis 2008 innehatte. Während dieser Zeit trat sie in acht Folgen der Seifenoper Reich und Schön Gastauftritte. Sie spielte außerdem in vielen unterschiedlichen Fernsehserien, wie How I Met Your Mother, Ghost Whisperer – Stimmen aus dem Jenseits, Cold Case – Kein Opfer ist je vergessen, Dirty Sexy Money und Dr. House, mit. Im Jahre 2010 spielte sie Rebecca Knepper in dem Hallmark-Fernsehfilm Amish Grace neben Kimberly Williams-Paisley. Von 2010 bis 2012 spielte sie die Rolle der Penny Scavo in der siebten und achten Staffel der Fernsehserie Desperate Housewives. Seit April 2012 leiht sie in der von Nickelodeon produzierten Animationsserie Die Legende von Korra der Figur Ikki ihre Stimme.

## Filmografie (Auswahl)
Filme
- 2003: The Sparky Chronicles: The Map (Direct-to-Video)
- 2007: 1321 Clover
- 2008: Shark Swarm – Angriff der Haie (Shark Swarm, Fernsehfilm)
- 2010: Amish Grace (Fernsehfilm)
- 2010: The Land of the Astronauts
- 2011: A Thousand Words
- 2018: Spider-Man: A New Universe (Spider-Man: Into the Spiderverse, Stimme)

Serien
- 2003–2008: Schatten der Leidenschaft (The Young and the Restless, 141 Folgen)
- 2005 Without a Trace – Spurlos verschwunden (Without a Trace, eine Folge)
- 2007: Cold Case – Kein Opfer ist je vergessen (Cold Case, eine Folge)
- 2007: Brothers & Sisters (eine Folge)
- 2007: Reich und Schön (The Bold and the Beautiful, acht Folgen)
- 2008: How I Met Your Mother (fünf Folgen)
- 2008–2009: Dirty Sexy Money (drei Folgen)
- 2009: Private Practice (eine Folge)
- 2009: Medium – Nichts bleibt verborgen (Medium, eine Folge)
- 2009: Dr. House (House, eine Folge)
- 2009: My Name Is Earl (zwei Folgen)
- 2009: Ghost Whisperer – Stimmen aus dem Jenseits (Ghost Whisperer, eine Folge)
- 2010–2012: Desperate Housewives (28 Folgen)
- 2012–2014: Die Legende von Korra (The Legend of Korra, Stimme)

## Auszeichnungen
Young Artist Award
- 2005: In der Kategorie: Beste Darstellung in einer Fernsehserie – Schauspieler bis 10 Jahre oder jünger für Schatten der Leidenschaft (Gewonnen)[1]
- 2006: In der Kategorie: Beste Darstellung in einer Fernsehserie – Gastdarsteller für Schatten der Leidenschaft (Gewonnen)[2]
- 2007: In der Kategorie: Beste Darstellung in einer Fernsehserie – wiederkehrender Darsteller für Schatten der Leidenschaft (Gewonnen)[3]
- 2008: In der Kategorie: Beste Darstellung in einer Fernsehserie – wiederkehrender Darsteller für Schatten der Leidenschaft (Nominiert)[4]
- 2008: In der Kategorie: Beste Darstellung in einer Fernsehserie – Gastdarsteller für Cold Case – Kein Opfer ist je vergessen (Nominiert)[4]